# Дејли Томпсон
Дејли Томпсон (енгл. Daley Thompson), правим именом Френсис Морган Томпсон (енгл. Francis Morgan Thompson), бивши је британски десетобојац.

## Биографија
Томпсон је рођен у Нотинг Хилу, Лондон, као други син, оца Нигеријца и мајке Шкотске. Отац му је био таксиста, који је убијен у Стретаму када је Томпсон имао 12 година.
Томпсона прва амбиција била је да постане професионални фудбалер, али се касније одлучује за атлетику, где је постигао врхунске резултате и постигао велику полуларност.

## Спортска каријера
Са четири светска рекорда, две златне олимпијске медаље, победама у светским и европским првенствима и са три титуле првака Комонвелта, Томпсона многи сматрају највећим десетобојцем свих времена. Није поражен девет сезона. Његов олимпијски рекорд није оборен 20 година, а светски рекорд осам. Томпсон је један од ретких спортиста у историји атлетике који је у једном тренутку објединио титуле олимпијског, светског и европског првака у некој атлетској дисциплини.
Осим по спортским резултатима, Томпсон је био познат и по медијским наступима, чиме је знатно допринео глобалној популарности атлетике, посебно дисциплине десетобоја, која је пре његовог времена углавном била изван центра интересовања шире јавности.

## Рекорди

### Светски рекорди у десетобоју
- 8.648 бод. — Москва 1980
- 8.730 бод. — Гецис 1982.
- 8.774 бод. — Атина 1982.
- 8.847 бод. — Лос Анђелес 1984.

### Лични рекорди
- 100 м — 10,26 (2) Штутгарт 27. август 1986.
- 400 м — 46,86 Гецис 22. мај 1982.
- 1.500 м - 4:23,71 Атина 8. септембар 1982.
- 110 м препоне - 14,04 (-0,3) Штутгарт 28. август 1986.
- скок увис — 2,11 Гецис 17. јул 1980.
- скок мотком — 5,25 Лондон 1986.
- скок удаљ — 8,01 (0,4) Лос Анђелес 8. август 1984.
- Бацање кугле — 15,73 Штутгарт 27. август 1986.
- Бацање диска - 47,62 Арл 18. мај 1986.
- Бацање копља — 63,28 Арл 18. мај 1986.
- Десетобој — 8.847 Лос Анђелес 9. август 1984.

## Занимљивости
Томпсонову популарност искористила је фирма за изради софтверских играица Ocean Software, која је 1980. направила успешне игрице Daley Thompson's Decathlon, Daley Thompson's Supertest и Daley Thompson's Olympic Challenge.